# Uczenie maszynowe w prognozach pogody
Uczenie maszynowe w prognozach pogody wykorzystuje techniki uczenia maszynowego do analizy dużych zbiorów danych meteorologicznych, umożliwiając szybsze i dokładniejsze przewidywanie warunków atmosferycznych. Tradycyjne prognozy pogody bazują na numerycznych modelach matematycznych, które rozwiązują  równania dynamiki płynów i termodynamiki. Modele te wymagają wysokiej mocy obliczeniowej. W przeciwieństwie do tego, modele oparte na uczeniu maszynowym wykorzystują dane uzyskane uprzednio z modeli numerycznych i mogą przewidywać przyszłe stany atmosfery bez konieczności rozwiązywania równań fizycznych. Dzięki temu podejściu możliwe jest osiągnięcie znaczącej poprawy w szybkości a także pewnej proprawy prognozy.
Jednym z przykładów zastosowania uczenia maszynowego w prognozowaniu pogody jest model GenCast, opracowany przez Google DeepMind. Model ten wykorzystuje generatywne modele dyfuzyjne do globalnego prognozowania pogody za pomocą techniki wiązek (zbiorowi kilku czy kilkunastu przebiegow prognozy) polegającej na wprowadzeniu stochastycznych zaburzeń w tworzonej prognozie.
Model ten wykorzystuje dane z reanalizy meteorologicznej ERA5 opracowanej przez Europejskie Centrum Średnioterminowych Prognoz Pogody. 

## Patrz też
GraphCast - model oparty na graficznych sieciach neuronowych opracowany przez DeepMind